# 1906년 중간 올림픽 육상 남자 3000m 경보
1906년 중간 올림픽 육상 남자 3000m 경보는 그리스 아테네에서 개최된 1906년 중간 올림픽 육상의 세부 종목이다. 5개국에서 8명의 선수가 참가하였다.

## 경기장
| 도시   | 경기장              | 원어명             | 로마자               | 비고    |
| ------ | ------------------- | ------------------ | -------------------- | ------- |
| 아테네 | 파나티나이코 경기장 | Παναθηναϊκό στάδιο | Panathinaiko Stadium | 전 경기 |

## 경기 결과
| 순위 | 선수                              | 기록    | 비고 |
| ---- | --------------------------------- | ------- | ---- |
| 1    | 스턴티치 죄르지 (HUN)             | 15:13.2 |      |
| 2    | 헤르만 뮐러 (GER)                 | 15:20.0 |      |
| 3    | 게오르기오스 사리다키스 (GRE)     | 15:33.0 |      |
| 4    | 판텔리스 에크토로스 (GRE)         | 불명    |      |
| 5    | 이오아니스 파나굴로풀로스 (GRE)   | 불명    |      |
| -    | 로버트 윌킨슨 (GBR)               | DSQ     | 실격 |
| -    | 외겐 스피에글러 (AUT)             | DSQ     | 실격 |
| -    | 콘스탄티노스 스페트시오티스 (GRE) | DSQ     | 실격 |

## 메달리스트
| 금                       | 은                 | 동                               |
| 스턴티치 죄르지 · 헝가리 | 헤르만 뮐러 · 독일 | 게오르기오스 사리다키스 · 그리스 |

## 참고 자료
- (영어) “Athletics at the 1906 Athina Summer Games: Men's 3,000 metres Walk”. sports-reference.com. 2014년 5월 21일에 원본 문서에서 보존된 문서. 2010년 12월 23일에 확인함.
- (영어) De Wael, Herman. “Herman's Full Olympians: "Athletics 1906".”. 2016년 3월 5일에 원본 문서에서 보존된 문서. 2018년 11월 28일에 확인함.